# 페인트 유어 웨건
페인트 유어 웨건(Paint Your Wagon)은 미국에서 제작된 조슈아 로간 감독의 1969년 영화이다. 리 마빈 등이 주연으로 출연하였고 앨런 제이 레너 등이 제작에 참여하였다.

## 출연

### 주연
- 리 마빈
- 클린트 이스트우드

### 조연
- 진 세버그
- 하브 프레스넬
- 레이 월스톤
- 톰 리곤
- 앨런 덱스터

## 제작진
- 원작자: 앨런 제이 레너
- 원작자: 프레더릭 로우